# Mačkovac (Gradiška)
Mačkovac (en cirílico: Мачковац) es una aldea de la municipalidad de Gradiška, Republika Srpska, Bosnia y Herzegovina.

## Población
| Composición de la Población - Aldea de Mačkovac | Composición de la Población - Aldea de Mačkovac | Composición de la Población - Aldea de Mačkovac | Composición de la Población - Aldea de Mačkovac | Composición de la Población - Aldea de Mačkovac |
| ----------------------------------------------- | ----------------------------------------------- | ----------------------------------------------- | ----------------------------------------------- | ----------------------------------------------- |
|                                                 | 2013                                            | 1991                                            | 1981                                            | 1971                                            |
| Total                                           | 275                                             | 476 (100,0%)                                    | 453 (100,0%)                                    | 533 (100,0%)                                    |
| Varones                                         | 576                                             | -                                               | -                                               | -                                               |
| Mujeres                                         | 571                                             | -                                               | -                                               | -                                               |
| Bosniacos                                       | 447                                             | -                                               | -                                               | -                                               |
| Serbios                                         | 674                                             | 165 (34,66%)                                    | 163 (35,98%)                                    | 210 (39,40%)                                    |
| Croatas                                         | 7                                               | 265 (55,67%)                                    | 255 (56,29%)                                    | 314 (58,91%)                                    |
| Bosnio                                          | -                                               | -                                               | -                                               | -                                               |
| Musulmanes                                      | 7                                               | -                                               | -                                               | -                                               |
| Gitanos                                         | -                                               | -                                               | -                                               | -                                               |
| Bosnio Herzegovino                              | -                                               | -                                               | -                                               | -                                               |
| Macedonios                                      | -                                               | -                                               | -                                               | -                                               |
| Albaneses                                       | -                                               | -                                               | -                                               | -                                               |
| Yugoslavos                                      | 1                                               | 27 (5,672%)                                     | 35 (7,726%)                                     | 9 (1,689%)                                      |
| Ukranianos                                      | 6                                               | -                                               | -                                               | -                                               |
| Montenegrinos                                   | 5                                               | -                                               | -                                               | -                                               |
| Eslovenos                                       | -                                               | -                                               | -                                               | -                                               |
| Ortodoxos                                       | -                                               | -                                               | -                                               | -                                               |
| Otros                                           | 1                                               | 19 (3,992%)                                     | -                                               | -                                               |
| Sin declarar                                    | 4                                               | -                                               | -                                               | -                                               |
| Desconocidos                                    | 1                                               | -                                               | -                                               | -                                               |